# Chalcamistis
Chalcamistis là một chi bướm đêm thuộc họ Noctuidae.